# Дрогльовиці
Дрогльовиці (пол. Droglowice, нім. Drogelwitz) — село в Польщі, у гміні Пенцлав Глоговського повіту Нижньосілезького воєводства.
Населення — 278 осіб (2011).
У 1975-1998 роках село належало до Легницького воєводства.

## Демографія
Демографічна структура станом на 31 березня 2011 року:
|          | Загалом | Допрацездатний вік | Працездатний вік | Постпрацездатний вік |
| -------- | ------- | ------------------ | ---------------- | -------------------- |
| Чоловіки | 138     | 39                 | 85               | 14                   |
| Жінки    | 140     | 34                 | 75               | 31                   |
| Разом    | 278     | 73                 | 160              | 45                   |